# هرمان کولبه
آدولف ویلهلم هرمان کولبه (به آلمانی: Adolph Wilhelm Hermann Kolbe) (زادهٔ ۲۷ سپتامبر ۱۸۱۸، درگذشتهٔ ۲۵ نوامبر ۱۸۸۴) نام شیمیدان آلمانی است. این دانشمند بیشتر ترجیح می‌داد که با نام هرمان کولبه شناخته شود.

## زندگی
کولبه در الیهازن در نزدیکی گوتینگن در پادشاهی هانوور (آلمان) در خانواده‌ای پروتستان به دنیا آمد. او در سن ۱۳ سالگی به مدرسه‌ای در گوتینگن رفت و در خانهٔ یکی از معلمان آن جا ساکن شد. او به شیمی علاقه نشان داد و برای آنکه نزد فردریش وهلر درس بخواند در بهار ۱۸۳۸ وارد دانشگاه گوتینگن شد.
در ۱۸۴۲ در دانشگاه ماربورگ دستیار روبرت بونزن شد و در ۱۸۴۳ مدرک دکتری خود را دریافت کرد. وی از سال ۱۸۴۷ درگیر ویرایش Handwörterbuch der reinen und angewandten Chemie (فرهنگ شیمی محض و کاربردی) شد. او در این میان کتاب مهمی را نیز نوشت. در سال ۱۸۵۱ به عنوان استاد در دانشگاه ماربرگ پذیرفته شد و در ۱۸۶۵ به دانشگاه لایپزیگ فراخوانده شد. او در سال ۱۸۶۴ به عنوان عضو خارجی آکادمی سلطنتی علوم سوئد برگزیده شد.
کولبه در ۱۸۵۳ با دختر یک ژنرال ازدواج کرد. همسرش در سال ۱۸۷۶ پس از ۲۳ سال زندگی موفق و داشتن چهار فرزند، از دنیا رفت.

## کار
با وجود آنکه در سال ۱۸۲۳ فردریش وهلر توانست به صورت آزمایشگاهی اوره را تولید کند اما همچنان تا اواخر دههٔ ۱۸۴۰ میلادی بسیاری از شیمیدانان بر این باور بودند که برای ایجاد ترکیب‌های آلی به ماده یا نیروی ویژهٔ حیات نیاز است. کولبه این اندیشه را توسعه داد که می‌توان از مواد غیرآلی به صورت مستقیم یا غیرمستقیم ترکیب‌های آلی تولید کرد. او توانست با چند فرایند از کربن دی‌سولفید، اسید استیک را تولید کند (۱۸۴۳-۴۵). همچنین او توانست پیش‌بینی کند که الکل‌های دوتایی و سه تایی نیز وجود دارند. این مطلب‌ها بعدها به اثبات رسید.
وی بر روی برق‌کافت نمک‌های اسیدهای چرب و دیگر اسیدها کار کرد (الکترولیز کلبه) همچنین واکنش اشمیت-کولب از دیگر موفقیت‌های او است.
کولبه نخستین کسی بود که از واژهٔ سنتز با مفهوم امروزی اش بهره برد.
او همراه با ادوارد فرانکلند دریافت که نیتریل را می‌توان هیدرولیز کرد و به اسید مرتبط با آن دست یافت.

## مطالعهٔ بیشتر
- Rocke, Alan J. (1993). The Quiet Revolution: Hermann Kolbe and the Science of Organic Chemistry. University of California Press. ISBN 0520081102.
- von Meyer, E. (1884). "Zur Erinnerung an Hermann Kolbe". Journal für Praktische Chemie. 30 (1): 417–467. doi:10.1002/prac.18850300143.